# 最小化
心理学における最小化（さいしょうか、Minimisation）とは、欺瞞の一つであり、受け入れがたい状況において否認と合理化を組み合わせた防衛機制である。対義語は「大げさ」。起こった出来事や発生した感情について、それを最小化する、軽視することにより罪悪感を軽視する一般的戦略である。関連する語句には以下がある。
- 軽蔑
- ディスカウント
- 軽視
- 婉曲表現
- 無効化
- 軽視
- 抑言法
- 縮小
- 過小評価

## 心理操作
最小化は、心理操作の形を取りえることがある
- 反論の余地のない事実に直面した時、加害者や操作者は、微罪を軽視することがみられる[3][4]
- ストーカーや加害者は、犠牲者のポジティブな属性（才能やスキルなど）を軽視する傾向がみられる[5]

ストーカーや犯罪容疑者が示す典型的な心理的防御には、否定、合理化、最小化、被害者への非難の投影（DARVO)などがある。
最小化のバリエーションに、心理操作技術として「利他主義的な動機を主張する」ことがある。「私がこのようなことをするのは、利己的で利益を得るためではなく、共通の利益に関心を持つ社会意識の高い人間だからです」。。

## 認知の歪み
最小化は認知の歪みの形をとりえる。
- 感情を引き起こす出来事の重要性や影響を減らすことで、否定的な感情を認めたり対処したりすることを避る。
- 自分の行動が他人に与える負の影響を認識を減らすことで、意識的な対立を避ける。
- 他人の行動が自分に与える影響の認識を減らすことで、対人関係での対立を回避する。

### 例
- 嘲笑や侮辱のことを、ただのジョークであると言っている。
- サービスの悪さに企業にクレーム入れた顧客が、実際にはよくあることなのに、「こういったクレームを他の顧客から受け取るのは非常にまれである」と回答をされた。
- その問題は、実際には広範囲でシステマティックなものであるにもかかわらず、組織内に数人の腐ったリンゴや悪党がいると示唆すること。

## 学校でのいじめは、いたずらとして軽視されることがある
学校におけるいじめは、教師や仲間による一種の悪ふざけとして、非公式に奨励されたり、儀式化されたり、あるいは最小限に抑えられたりすることがあり、これはいけにえまたは身体的虐待の一形態である。いたずらといじめの大きな違いは、いじめっ子と被害者の間に、行為の期間を超えて続く権力の不公平感が生じることである。

## 更に読む
- Henning, K & Holdford, R Minimization, Denial, and Victim Blaming by Batterers Criminal Justice and Behavior, Vol. 33, No. 1, 110-130 (2006)
- Rogers, Richard & Dickey, Rob (March 1991) Denial and minimization among sex offenders Journal Sexual Abuse Vol 4, No 1: 49-63
- Scott K Denial, Minimization, Partner Blaming, and Intimate Aggression in Dating Partners Journal of Interpersonal Violence, Vol. 22, No. 7, 851-871 (2007)